# ゲイタ州
ゲイタ州 (ゲイタしゅう、英語: Geita Region、スワヒリ語: Mkoa wa Geita)は タンザニア北西部の州である。州都はゲイタである。

## 歴史
2012年3月にシニャンガ州やムワンザ州、カゲラ州の一部が分離して設立された。

## 下位行政区画
- Bukombe District
- Chato District
- Geita District（Geita Town Council & Geita District Council）
- Mbogwe District
- Nyang'hwale District